# Än finns det hopp
Än finns det hopp är en EP från 1986 av det svenska punkbandet Asta Kask.

## Låtar
1. Dom får aldrig mej
2. Sexkomplex
3. Det är snett
4. Lägg av